# Scammon Bay
Scammon Bay és una població dels Estats Units a l'estat d'Alaska. Segons el cens del 2007 tenia 505 habitants.

## Demografia
Segons el cens del 2000, Scammon Bay tenia 465 habitants, 96 habitatges, i 84 famílies La densitat de població era de 285 habitants/km².
Dels 96 habitatges en un 66,7% hi vivien nens de menys de 18 anys, en un 56,3% hi vivien parelles casades, en un 19,8% dones solteres, i en un 12,5% no eren unitats familiars. En el 12,5% dels habitatges hi vivien persones soles l'1% de les quals corresponia a persones de 65 anys o més que vivien soles. El nombre mitjà de persones vivint en cada habitatge era de 4,84 i el nombre mitjà de persones que vivien en cada família era de 5,25.
Per edats la població es repartia de la següent manera: un 49,5% tenia menys de 18 anys, un 8,8% entre 18 i 24, un 24,5% entre 25 i 44, un 13,3% de 45 a 60 i un 3,9% 65 anys o més.
L'edat mediana era de 18 anys. Per cada 100 dones de 18 o més anys hi havia 97,5 homes.
La renda mediana per habitatge era de 25.625 $ i la renda mediana per família de 25.938 $. Els homes tenien una renda mediana de 36.875 $ mentre que les dones 13.750 $. La renda per capita de la població era de 7.719 $. Aproximadament el 30,2% de les famílies i el 37,4% de la població estaven per davall del llindar de pobresa.

## Poblacions més properes
El següent diagrama mostra les poblacions més properes.